# 大臂海龍
大臂海龍（学名：Syngnathus macrobrachium），為輻鰭魚綱棘背魚目海龍魚科的其中一種，分布於東南太平洋區，從秘魯至智利海域，體長可達22.5公分，棲息在底層水域。